# 万寿寺通

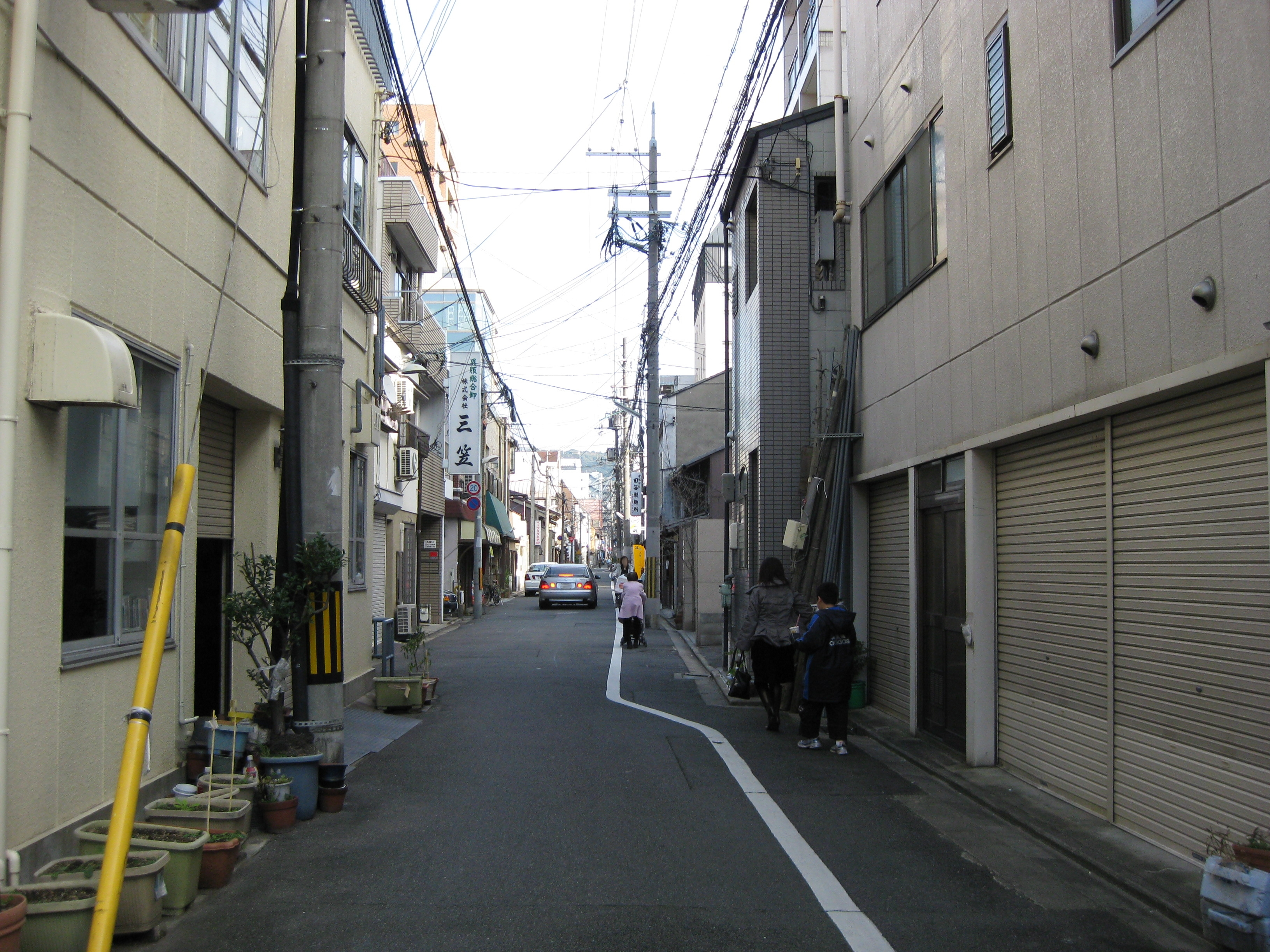
万寿寺通

万寿寺通（まんじゅじどおり）は京都市内の東西の通りの一つ。
平安京の樋口小路にあたる。松原通と五条通の間。
東は寺町通と河原町通の交差点から、西は葛野西通まで。東の延長線上の路地と、さらに東の鴨川をはさんで六波羅裏門通につながる道も万寿寺通の名前で呼ばれることがある。
途中黒門通から下松屋町通、千本通から東新道一筋東、東御前通から西土居通、佐井西通から葛野東通で分断されている。
寺町通と烏丸通の間は仏具店が多く、烏丸通から堀川通では和装業者が多い。
通りの名は東洞院通との交差点にかつてあった京都五山の一つ万寿寺に由来する。

## 沿道の主な施設
- 六波羅蜜寺
- 日本たばこ産業京都会館
- 京都市民病院 御前通から西土居通（正面は五条通）
- イオンモール京都五条
- 光華女子大学・短期大学